# از زیست‌شناس بپرس
از زیست‌شناس بپرس (انگلیسی: Ask a Biologist) یک پایگاه اینترنتی وابسته به دانشکده علوم طبیعی دانشگاه ایالتی آریزونا است.